# Púixkine (Djankoi)
|  | Per a altres significats, vegeu «Púixkino». |

Púixkine (Пушкіне (ucraïnès), Пушкино (rus), Púixkino, fins al 1948 anomenat Biiük-Alkalí) és un poble de la República Autònoma de Crimea a Ucraïna, que el 2014 tenia 420 habitants. Pertany al districte rural de Djankoi.